# ソフトバンクアカデミア
ソフトバンクアカデミアは、ソフトバンクグループの創業者である孫正義が、2010年に設立した企業内学校である。ソフトバンクグループを担う後継者発掘・育成を目的としている。事務局長は青野史寛（常務執行役員 管理統括兼人事部長兼社長室補佐）。

## 概要
ソフトバンクアカデミアの定員はソフトバンクグループの社内から270人、社外からは30人程度でグループ内部と外部の比率は「外の人で優秀な人がいれば、その比率は増えていく。」とされている。
受講期間は一期1年で下位20%が入れ替わり毎期30名ほど募集が行われ4月から入校する。長期間を要して後継者を育てるため卒業の概念がなく入替対象にならなかった人は次の期も継続受講できる。
応募に国籍、学歴、職歴は不問とされるが応募時点で20歳以上45歳未満の年齢制限がある。講義は東京のソフトバンク汐留本社で月1～2回の頻度で水曜日の18時または19時から3～4時間行われるため会社勤めを続けながら入校できる。

## 沿革
- 2010年7月28日 - ソフトバンクアカデミア開校式とソフトバンクアカデミア開咬記念特別講演「孫の二乗の兵法」[5][6]
- 2010年9月2日 - ソフトバンクアカデミア特別講義「危機克服の極意」開催[7]
- 2010年9月28日 - ソフトバンクアカデミア特別講義 「意思決定の極意」を開催[8]
- 2011年6月1日 - ソフトバンクアカデミア第2期生および外部1期生100名入校式[9]
- 2011年9月2日 - ソフトバンクアカデミア特別講義「危機克服の極意」を開催[10]
- 2012年4月18日 - ソフトバンクアカデミア第3期生31名入校式[11]
- 2012年9月19日 - ソフトバンクアカデミア特別講義「孫 正義×柳井 正特別対談『志高く』」を開催[12]
- 2013年5月29日 - ソフトバンクアカデミア第4期生40名入校式を開催[13]
- 2014年5月14日 - ソフトバンクアカデミア第5期生35名入校式を開催[14]
- 2015年5月14日 - ソフトバンクアカデミア第6期生約40名入校式を開催[15]
- 2015年10月22日 - ソフトバンクアカデミア特別講義「孫正義×ニケシュ・アローラ対談『Singularity～情報革命が導く世界～』」を開催[16]

## 主な受講者
- 石山洸（エクサウィザーズ代表取締役社長）
- ナカヤマン。(株式会社スクリイム・ラウダアCEO、元・株式会社ドレスイングCEO)[17]
- 林要 (GROOVE X [18][19]、元・ソフトバンクロボティクスプロダクト本部PMO室室長)[20]
- 斎藤太郎(Dof代表取締役社長)[21]
- 佐治友基(SBドライブ代表取締役社長)[22]
- 横井晃(OpenStreet代表取締役社長)[23]
- 佐藤壮（OpenStreet COO）[24]
- 紀陸武史(Huber.代表取締役CEO)[25][26][27]
- 工藤智昭(ジーニー代表取締役社長)[28]
- 内田裕士[29](美塾 塾長)
- 高 榮郁（ロケットスタッフ株式会社代表取締役）[30][31][32]
- 堀口ミイナ[33](タレント)
- 鎌谷賢之 (ライザップグループ経営戦略部長、元・株式会社ナガセ常務取締役、元・ソフトバンク社長室、元・三洋電機)[34] [35]
- 前田鎌利(書家、プレゼンテーションクリエイター、株式会社 固 代表取締役、一般社団法人 継未 代表理事 元・ソフトバンク)[36]
- 中瀬浩之(BENLY代表取締役社長)[36][37]
- 伊藤羊一(ヤフー株式会社 コーポレートエバンジェリスト/Yahoo!アカデミア学長[38]/株式会社ウェイウェイ代表取締役)[36][39]
- 小林慎和（株式会社LastRoots代表取締役CEO[40]、ビジネス・ブレークスルー大学准教授）
- 村上臣(LinkedIn日本代表[41]、元・ヤフージャパンCMO[42]、元・電脳隊)[43]
- 藤本JOHNNY孝博(株式会社TFJ 社長[44] マクドナルドを退社後、ソフトバンクモバイル株式会社入社、社食改革に挑む。[45]元マクドナルド株式会社ディストリクトマネージャー[46][36])
- 石原潤一(ヘコミ救急隊ロボット科学教育Crefusふじみ野 一般社団法人国際UAVビジネス支援協会 )[36]
- 生駒 祐一(テラスマイル株式会社代表取締役)[36]
- 齋藤太郎(株式会社dof代表取締役、株式会社VOYAGE GROUP社外取締役、新経済連盟クリエイティブディレクター、 元・株式会社電通)[47][48][49][50]
- ポール神田敏晶(KandaNewsNetwork,Inc. ヤフーニュース個人オーサー )[36]
- Koh, SeungjaeCEO of Nexcubecorp. from South Korea(NEXCUBECORP,Inc.)[36]
- Kim, JaehyunCEO of Crevisse Partners from South Korea(Crevisse Partners,Inc.)[36]
- 小川嶺（株式会社タイミー　代表取締役）